# Media Control Interface
Das Media Control Interface (MCI) war die erste generische Programmierschnittstelle in Windows zur Steuerung abstrakter Multimedia-Geräte und Ressourcen. Entwickelt wurde es Anfang der 1990er Jahre und fand Einzug in Windows 3.11. MCI bietet identische Funktionen innerhalb einer Geräteklasse und Datentypen und zum Teil auch darüber hinweg. So können Multimedia-Geräte einer Geräteklasse weitestgehend unabhängig von ihren ganz konkreten Eigenschaften benutzt werden, daher spricht man von abstrakten Geräten.